# Marcílio Dias (Canoinhas)
Marcílio Dias é o povoado mais antigo de Canoinhas e localiza-se a quatro quilômetros do centro da cidade.
Foi colonizado por alemães e nele ainda nota-se a presença de arquitetura em madeira e no estilo enxaimel.  Há ainda um casario de madeira com influência estadunidense, resultado da presença da Southern Brazil Lumber & Colonization Company.
É conhecido como a capital da manteiga, em função da manufaturamento do produto por vários proprietários que possuem rebanhos bovinos da raça holandesa. Anualmente, em novembro, em Marcílio Dias ocorre a Festa da Manteiga.